# امامرضا
امامرضا (امیدیه)، روستایی از توابع بخش جایزان شهرستان امیدیه در استان خوزستان ایران است.

## جمعیت
این روستا در دهستان جایزان قرار دارد و براساس سرشماری مرکز آمار ایران در سال ۱۳۸۵، جمعیت آن ۶۶ نفر (۱۴خانوار) بوده‌است.